# Gonodonta immacula
Gonodonta immacula là một loài bướm đêm trong họ Noctuidae.